# 土曜裏ワイド 宮川賢のラジオはナメるな!
『土曜裏ワイド 宮川賢のラジオはナメるな!』（どよううらワイドみやかわまさるのラジオはナメるな）は、1994年10月15日から1995年9月まで、毎週土曜日の深夜にTBSラジオほかJRN系列で生放送されていたラジオ番組。通称「ラジナメ」。メインパーソナリティは宮川賢。

## 概要
劇団ビタミン大使ABC主宰の宮川賢とリスナー参加によるおバカ企画を柱とした10代・20代向けの生放送の深夜番組。これ以前に宮川が担当していた前番組『宮川賢の深夜ビタミン族』の放送時間を1時間増やした形で開始。下ネタを中心とした過激な企画がメインで始末書が毎回出るほどで、番組後期には担当ディレクターの交代や地方局ネット中止などの騒動が起きた。

## 出演者
- 宮川賢（パーソナリティ）
- 中野俊成（メイン構成作家）
- 橋本ゲン（作家見習い、アシスタント） - 後にペトロ三木として日本テレビの番組『ジェネジャン』などに出演。「カウントダウン」のコーナーでは自作自演によるハモリボーカルや濁声による歌唱曲を発表し続けた。
- 桜井達四（作家見習い、アシスタント） - TBSテレビの番組『ランク王国』の構成を担当。
- 戸波英剛（ディレクター） - 『菊地成孔の粋な夜電波』、『神田松之丞 問わず語りの松之丞』ディレクター
- 小塙治男（アシスタントディレクター） - 『サタデー大人天国! 宮川賢のパカパカ行進曲!!』ディレクター、『OLERA』プロデューサー、『爆笑問題カーボーイ』前ディレクター
- 渡辺勝彦（元・ジュンカッツ。相方は名倉潤）
- 浦口直樹（TBSアナウンサー） - ナレーションの一部担当、山下くんシリーズ出演

## 放送時間
- 第1部
  - 毎週土曜日 26時から27時（1995年3月まで）
  - 毎週土曜日 26時30分から27時（1995年4月から。『TARAKOファルコムぴーヒャララ』放送のため短縮）
- 第2部
  - 毎週土曜日 27時から29時

TBSラジオ以外のネット局は27時からの放送。

## 主なコーナー
第1部は第2部の週替わり企画の呼び込みや宮川のトークのみで構成され、個別のコーナーは全て第2部で行っていた。※は『宮川賢の誰なんだお前は?!』（誰おま）にも引き継がれた企画。
オープニング・エンディング
- 日比谷音楽倶楽部の「GO!GO!サタデーナイト」（第1部OP、ED）
- ベイ・シティ・ローラーズの「サタデー・ナイト」（第2部OP）

これらの曲を橋本ゲンがカバーした歌をBGMに使用。橋本の低音帯しか使わない独創的な歌い方はリスナーに強い衝撃を与えた。
リスナー登録 ※
この番組では顔写真を貼ったはがきを番組宛てに送って初めて番組公認のリスナーとされ、非登録のリスナーは宮川に「裏リスナー」呼ばわりされていた。送ればステッカーなどのプレゼントがあった『誰おま』時代とは違い、リスナー登録してもプレゼントが貰える訳ではなく、宮川がリスナー宛てに直接電話をかけたり（ただし、はがきに「電話をかけるな」と明記すれば電話はかかって来ない）、はがきを使った紙相撲勝負をやったり、挙げ句には気に入らないリスナーのはがきを破ったりすることもあった。元々深夜から早朝の番組であるためリスナー登録数は非常に少なく、回によってはわずか数枚しか届かない回もあったが、番組最終回に登録リスナー1000人を達成した。
第2部（27時台）開始時のタイトルコールで宮川は「（登録）リスナー○○人に捧ぐ『土曜裏ワイド宮川賢のラジオはナメるな第2部』」と言っていた。
交通情報
構成の桜井（または渡辺勝彦）が、TBS前に停まっているタクシーの運転手と携帯電話を使って宮川とトークするコーナー。交通情報とは名ばかりの「素人いじり」コーナーであるが、コーナー前には普段TBSラジオ交通情報で使われているジングルを流していた。その後、桜井は後コーナーのため、そのタクシーに乗って歌舞伎町まで移動していた。
カウントダウンワースト5→元祖カウントダウンワースト5 ※
前番組からの続投コーナーだが、相変わらず応募が少なかったため、番組スタッフや関係者がランクインすることが多かった。この時期では橋本ゲンとミキサー担当の田村カズヒロと佐藤モトノブの3人が上位で鎬を削りあっていた。
リスナー生電話
週替わり企画。第1部や第2部冒頭で企画に沿った電話募集を行い、リスナーに電話をかけてトークする。毎回サイレンとともに「緊急企画」と称して募集告知をしていた。
山下くんシリーズ
宮川が裏声でしゃべりそれを半分の速度で再生した声を「山下くん」というキャラクターに仕立て上げ、浦口直樹アナと共演させたラジオドラマ。ストーリーは毎回、浦口がナンパしていた女の子を山下くんが寝取り「ビンゴボンゴ」「レッツビギン」するという、実質的にエロに頼った内容であった。
「時計仕掛けの山下くん」「ニコニコ寺の山下くん」「飛び出せ山下くん」の3タイトルが存在した。エロ要素のなかった「ニコニコ寺の山下くん」は、リスナー投票により打ち切りにされた。
ツーショットコーナー
構成の桜井（または渡辺勝彦）が、放送時間中に歌舞伎町でナンパしてきた女の子をそのままスタジオゲストとして迎え、電話募集したリスナー数名とトークをして、女の子が一番気に入ったリスナー1名の電話番号を書いた紙をその女の子に渡す企画。
BGMは、女の子の容姿によってミニー・リパートンの「Lovin' You」と由紀さおりの「夜明けのスキャット」の2曲を使い分けていた（もちろん連れて来られた子はその選曲の真意を知らない）。
桜井がナンパに失敗し帰ってくることが多かったが、渡辺も参加するようになってからは失敗率が低くなった。
ラジナメ名作劇場
『パックインミュージック21 宮川賢の誰なんだお前は』の名場面が放送された。

## ネット局（1995年9月終了時点）
- TBSラジオ
- 北海道放送
- 秋田放送
- 東北放送
  - この番組を最後に土曜深夜27時枠のネットを1997年3月まで一時休止。
- ラジオ福島
- 新潟放送
- 山陽放送
- RKB毎日放送
- 大分放送
- 宮崎放送
- 琉球放送
  - 出力増強と琉球朝日放送開局に伴う送信所鉄塔工事のため、1995年3月（1回のみ）と6月下旬〜8月は放送休止。

この時間帯は『歌うヘッドライト』と同じネットであったが、土曜日は多くのJRN加盟局が『オールナイトニッポン・第2部』を土曜日のみ放送したり独自番組の放送を行っていた局があったため、当番組のネット局は少なかった。

## エピソード
- 若者をターゲットにした番組であるが『歌うヘッドライト』と同時刻の番組のため、月曜日から金曜日の流れでそのまま聴いていた中高年のリスナーも少なからず存在し、中には番組の企画に参加するリスナーもいた。
- 聴取率が0.1%と極端に低い数値を出し番組打ち切りの危機に瀕した際、聴取率調査期間中に林原めぐみや椎名へきるなど、当時中高生に人気の高かった女性声優ら数名をゲスト出演させた結果、高い聴取率を出し、打ち切りの危機を免れた。
- 阪神・淡路大震災が起こった週は地震関連の特別報道のため、また翌週も単発番組に差し替えられ、2週連続で放送休止になった。その翌週には当初前々週に放送する予定であった、今までTBSラジオで宮川がパーソナリティを務めた番組の総集編を録音テープによる放送で流した。
- 阪神・淡路大震災から4週目の放送では、放送開始冒頭から『新山志保のときめきムーンライト』というウソ番組を第1部・第2部の冒頭で流しリスナーたちを引っかけた。
- ある女性リスナーとの電話中に、リスナーが口を滑らせて「女性器の俗名」を口走ってしまい直後に宮川が放送中に謝罪、翌週にそのリスナーに謝罪させようと電話をかけたが再び会話中にリスナーが女性器の名称を口滑らして、2週連続で放送禁止用語が出てしまう事態となった。
- とある回で「ウンコを送ってきてくれたらハガキを読んであげる」と宮川が口走ったところ、本当に多数のリスナーが送ってきてしまった。結果、当番組に届いたハガキなどの配達物はTBS郵便室で受取拒否となってしまった（その代わり、赤坂郵便局に番組用の私書箱を作った）。
- 女性リスナーのあえぎ声を5分以上も生放送した結果、担当ディレクターが降板となった。その結果、翌週と翌々週の放送は『土曜裏ワイド宮川賢のラジオはナメるな・青春編』と題し、過去の名企画の再放送を中心とした内容となった。

| TBSラジオ 土曜26時台前半（1994.10 - 1995.3）    | TBSラジオ 土曜26時台前半（1994.10 - 1995.3） | TBSラジオ 土曜26時台前半（1994.10 - 1995.3）        |
| 前番組                                          | 番組名                                       | 次番組                                              |
| ----------------------------------------------- | -------------------------------------------- | --------------------------------------------------- |
| 林原めぐみのTokyo Boogie Night ※土曜25:30に移動 | 土曜裏ワイド 宮川賢のラジオはナメるな!       | TARAKOファルコムぴーヒャララ                        |
| TBSラジオ 土曜26時台後半（1994.10 - 1995.9）    |                                              |                                                     |
| 城島茂のTOKIO CLUB ※日曜25:00に移動             | 土曜裏ワイド 宮川賢のラジオはナメるな!       | ますだおかだのお笑いトルネード計画 （26:00～27:00） |
| JRN系 土曜27時 - 29時（1994.10 - 1995.9）       |                                              |                                                     |
| 宮川賢の深夜ビタミン族                          | 土曜裏ワイド 宮川賢のラジオはナメるな!       | ウィークエンド・ミッドナイト☆パーティー             |
| TBSラジオ 宮川賢メインのレギュラー番組          |                                              |                                                     |
| 宮川賢の深夜ビタミン族                          | 土曜裏ワイド 宮川賢のラジオはナメるな!       | 宮川賢の誰なんだお前は!?                            |